# Liste der Monuments historiques in Louvres
Die Liste der Monuments historiques in Louvres führt die Monuments historiques in der französischen Gemeinde Louvres auf.

## Liste der Bauwerke
| Bezeichnung      | Beschreibung | Standort                                         | Kennzeichnung | Schutzstatus | Datum | Bild           |
| ---------------- | ------------ | ------------------------------------------------ | ------------- | ------------ | ----- | -------------- |
| Kirche St-Justin |              | Rue Saint-Justin / Rue des Deux-Églises (Lage)   | PA00080105    | Classé       | 1914  | weitere Bilder |
| Tour Saint-Rieul |              | Rue Saint-Justin und Rue des Deux-Églises (Lage) | PA00080105    | Classé       | 1914  | weitere Bilder |
| Bauernhof        |              | 7, rue aux Blés (Lage)                           | PA95000007    | Inscrit      | 2000  | weitere Bilder |
| Hôtel-Dieu       | Rathaus      | 26, rue de Paris (Lage)                          | PA00080106    | Classé       | 1924  | weitere Bilder |

## Liste der Objekte

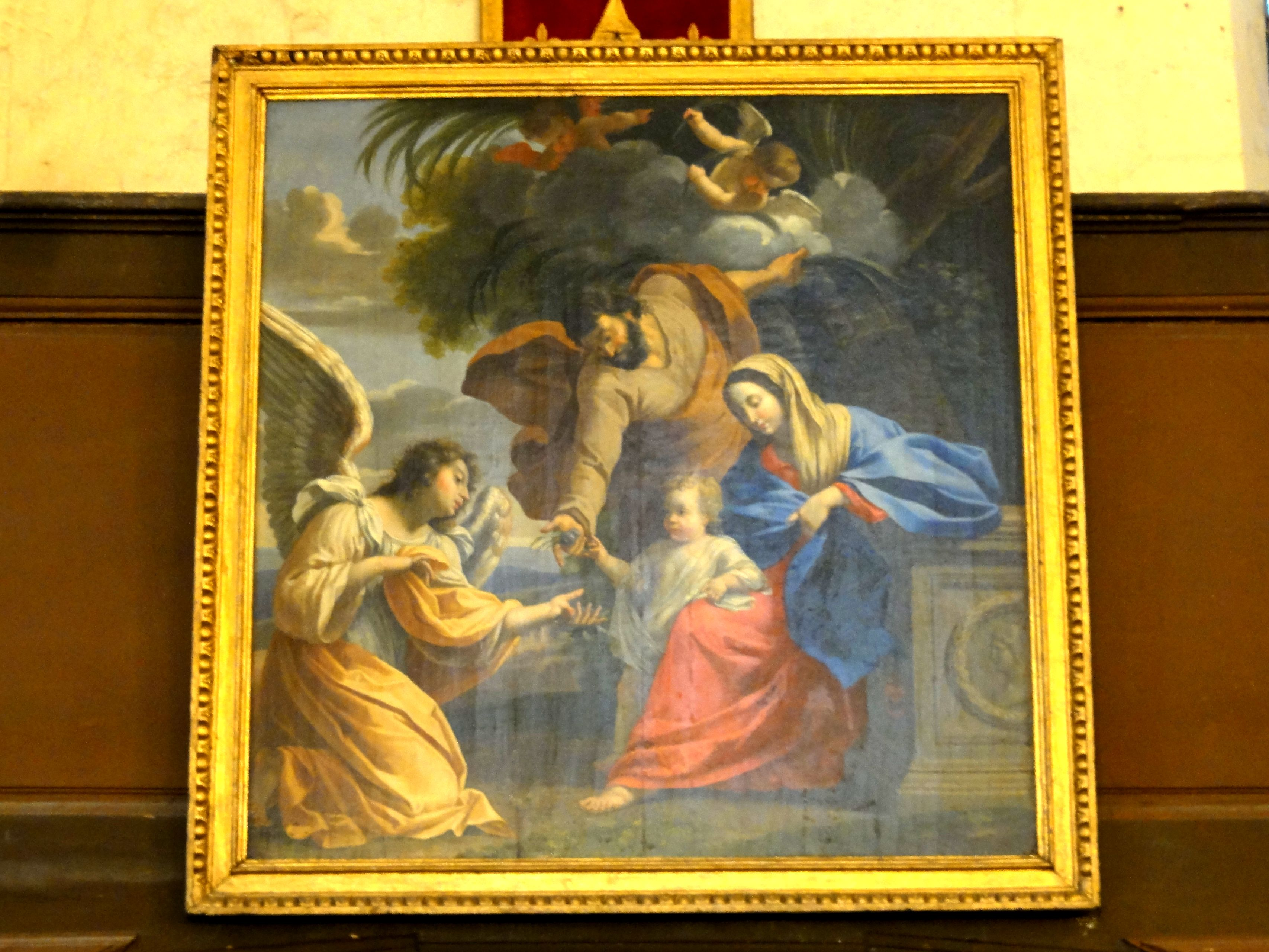
Ölgemälde Flucht nach Ägypten (17. Jahrhundert) von Simon Vouet in der Kirche St-Justin

- Monuments historiques (Objekte) in Louvres in der Base Palissy des französischen Kultusministeriums